# Penza

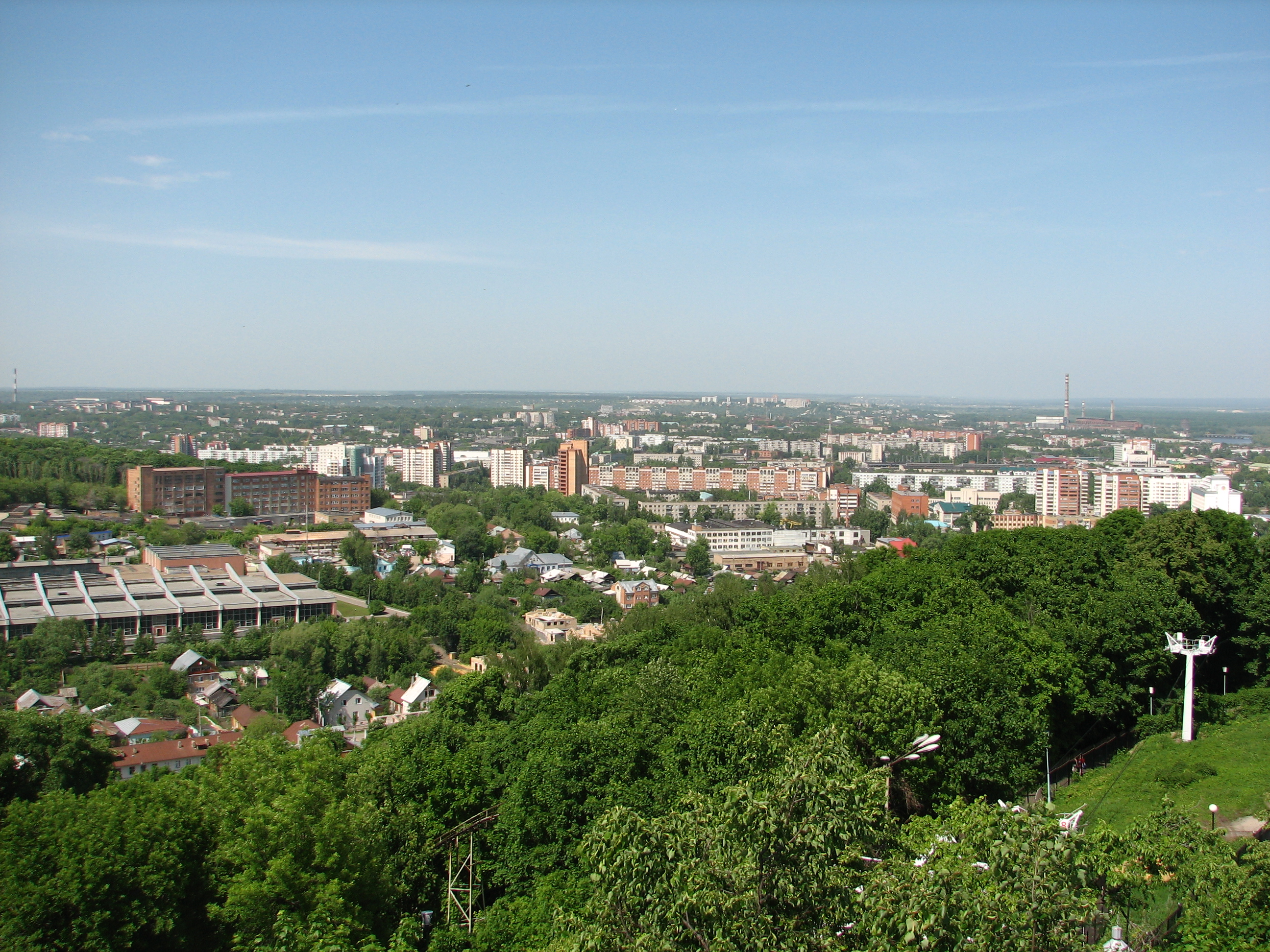
Vy över Penza.

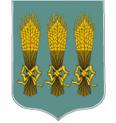
Stadens vapen.

Penza (ryska Пенза) är huvudstad och största stad i Penza oblast i Ryssland, och har lite mer än en halv miljon invånare.
Den är administrativt centrum i Penza oblast. Staden ligger i centrum av den europeiska delen av Ryssland. Floden Sura flyter genom staden.
Staden ligger på en höjd. Det finns en lång gågata i centrum som börjar på höjden och slutar vid den moderna Dramatiska teatern. På båda sidor ligger byggnader från olika tidsepoker från 1600-talet till 1900-talet. I mitten av gågatan finns det en stor fontän med musik och ljus. De viktiga offentliga byggnaderna är stadsbiblioteket, konstmuseet samt en byggnad för Penza oblasts ledning. I staden finns också Rysslands äldsta cirkus, grundad 1873.[källa behövs] Knappt 25 % av stadens yta består av grönområden. Det finns bland annat en stor nöjespark, en botanisk trädgård och en djurpark. Djurparken har tre dammar sammankopplade med kanaler, kullar och stora ängar, ljusa björkmarker och lummiga gläntor och en fruktträdgård. Det finns fyra stränder i staden. Kollektivtrafiken består av buss, trådbuss och minibuss.
Penza grundades i början av 1600-talet och det första skriftliga beviset dateras till 1663. Staden byggdes som fästning med åtta torn och murar gjorda av trä, som ett skydd mot Krimtatarerna. Med tiden växte Penza och blev administrativt centrum i Penza oblast 1939.
De huvudsakliga industrierna är maskin- och instrumenttillverkning samt textil-, pappers- och livsmedelsindustrin. Drygt 90 % av företagen är privata. Till exempel tillverkar Penzas pappersfabrik 60 % av det ryska inhemska baspapperet som används i designarbete, möbelproduktion, tapeter samt dekorativ plast. Omkring en halv miljon invånare bor i tätorten Penza.

## Stadsdistrikt
Penza är indelat i fyra stadsdistrikt (ryska: Городской район: Gorodskoj rajon). 
| Stadsdistrikt     | Invånarantal 9 oktober 2002 | Invånarantal 14 oktober 2010 | Invånarantal 1 januari 2015 |
| ----------------- | --------------------------- | ---------------------------- | --------------------------- |
| Leninskij         | 98 951                      | 92 986                       | 92 740                      |
| Oktiabrskij       | 182 674                     | 180 880                      | 182 175                     |
| Pervomajskij      | 129 212                     | 133 004                      | 134 277                     |
| Zjeleznodorozjnyj | 107 188                     | 110 441                      | 113 631                     |
| Landsbygd         | 412                         | Ingen uppgift                | Ingen uppgift               |
| TOTALT            | 518 437                     | 517 311                      | 522 823                     |

Landsbygdsdelen har numera uppgått i de övriga stadsdistrikten.